# Piedimonte (Sant'Angelo Romano)
Piedimonte è una frazione del comune di Sant'Angelo Romano della Città metropolitana di Roma Capitale.

## Dati principali
Si trova ad un'altitudine di 230 metri sul livello del mare ed è popolata da 73 abitanti. Piedimonte è frazione più vicina al capoluogo comunale (Monte Pàtulo)..
Si tratta di una zona commerciale, industriale e residenziale da cui si accede dalla strada provinciale 24/A, meglio nota come strada provinciale Guidonia-Mentana.